# Ruben
Mansnamnet Ruben, annan stavning Reuben, är av hebreiskt ursprung. Eventuellt är betydelsen förnyaren eller se, en son. I Bibeln var Ruben son till Jakob och Lea.
Namnet var vanligt kring förra sekelskiftet. Numera ligger det kring plats 150 på topplistorna. 31 december 2007 fanns totalt 3 324 män och 1 kvinna i Sverige med namnet Ruben varav 1 290 män och ingen kvinna med det som tilltalsnamn/förstanamn. År 2003 fick 66 pojkar namnet, varav 33 fick det som tilltalsnamn.
Namnsdag: I Sverige 17 maj, (1986-1992: 7 juni, 1993-2000: 20 februari). I den finlandssvenska namnsdagslängden har Ruben namnsdag 14 april sedan starten 1929, då en egen namnsdagskalender togs i bruk för finlandssvenskar.

## Personer med namnet Ruben
- Ruben (Bibeln), Jakobs äldste son
- Rubin Carter, amerikansk boxare
- Rubén Darío, nicaraguansk poet
- Fernando Gago, argentinsk fotbollsspelare
- Ruben Josefson, teolog och ärkebiskop 1967–1972
- Ruben Liljefors, tonsättare och dirigent
- Ruben Nilson, målare, visdiktare och plåtslagare
- Ruben Rausing, företagare, grundare av Tetra Pak
- Reuben Sallmander, skådespelare och sångare
- Ruben Wagnsson, politiker (S), fackföreningsman och nykterhetsivrare
- Ruben Östlund, filmregissör och manusförfattare